# San Isidro (Buenos Aires)
San Isidro (nach dem Ortspatron, dem Heiligen Isidor von Madrid) ist ein Vorort der argentinischen Hauptstadt Buenos Aires. Er liegt 25 Kilometer von ihrem Zentrum entfernt in der sogenannten Zona Norte des Gran Buenos Aires direkt an der Mündung des Río Luján in den Río de la Plata. Das Partido San Isidro, das von der Stadt verwaltete Gebiet, in dem sich neben San Isidro auch die Orte Boulogne Sur Mer, Villa Adelina, Martínez, Acassuso und Beccar befinden, hat 292.878 Einwohner (2010).
Der Ort wurde im 19. Jahrhundert als landwirtschaftlich geprägte Ansiedlung gegründet. Im Zentrum sind mehrere historische Bauten erhalten geblieben. Ein stürmisches Wachstum erlebte die Stadt jedoch zwischen 1940 und 1980, als sich Buenos Aires über sein eigentliches Stadtgebiet heraus auszudehnen begann.
Heute gilt San Isidro als einer der reichsten Vororte von Buenos Aires. Besonders im Ostteil, am Fluss, liegen mehrere renommierte Clubgelände und große Villen mit üppigen Parks. Die Villa Ocampo ist ein früherer Sommersitz der Familie Ocampo aus dem Jahre 1891. Die Schriftstellerin Victoria Ocampo empfing hier Schriftsteller und andere Persönlichkeiten aus der ganzen Welt. Das Haus gehört seit 1973 der UNESCO. Nach einer Renovierung im Jahre 2003 ist es heute ein Kulturzentrum.
Im Norden des Distrikts gibt es einige geschlossene Stadtviertel, in die man nur mit Genehmigung gelangt. Bekannt ist auch die Pferderennbahn (Hipódromo), die zweitgrößte Argentiniens. Allerdings befindet sich im Distrikt San Isidro auch das größte Elendsviertel (Villa Miseria) von Buenos Aires, die Villa La Cava mit 15.000 Einwohnern.
Seit 1957 ist San Isidro auch Sitz des römisch-katholischen Bistums San Isidro, dessen Hauptkirche die Kathedrale San Isidro Labrador ist.

## Söhne und Töchter
- Francisco Javier Muñiz (1795–1871), Militärarzt und Paläontologe, erster Naturforscher Argentiniens
- Santiago Luis Copello (1880–1967), katholischer Geistlicher, Erzbischof von Buenos Aires
- Edward Felix Norton (1884–1954), britischer Offizier und Bergsteiger
- José Della Torre (1906–1979), Fußballspieler und -trainer
- Martín Fassi (* 1960), katholischer Geistlicher, Bischof von San Martín
- María José Mentana (* 1961), Tangosängerin
- Fernando Cáceres (* 1969), Fußballspieler
- Raúl Pizarro (* 1973), römisch-katholischer Geistlicher, Weihbischof in San Isidro
- Andrés Kogovsek (* 1974), Handballspieler
- Anahí Berneri (* 1975), Filmregisseurin
- Cristian Raúl Ledesma (* 1978), Fußballspieler
- Santiago Cafiero (* 1979), Politiker und Außenminister
- Mariano Natalio Carrera (* 1980), Boxer
- Guido Riccobelli (* 1987), Handballspieler
- Brenda Asnicar (* 1991), Schauspielerin, Sängerin und Tänzerin
- Braian Romero (* 1991), Fußballspieler
- Matías Zaldivia (* 1991), argentinisch-chilenischer Fußballspieler
- Delfina Pignatiello (* 2000), Schwimmerin